# Vermont Wing Civil Air Patrol
A Vermont Wing Civil Air Patrol (VTWG) é uma das 52 "alas" (50 estados, Porto Rico e Washington, D.C.) da "Civil Air Patrol" (a força auxiliar oficial da Força Aérea dos Estados Unidos) no Estado do Vermont. A sede da Vermont Wing está localizada em South Burlington, Vermont. A Vermont Wing consiste em mais de 180 cadetes e membros adultos distribuídos em 6 locais espalhados por todo o Estado.
A ala de Vermont é membro da Região Nordeste da CAP juntamente com as alas dos seguintes Estados: Connecticut, Maine, Massachusetts, New Hampshire, New Jersey, New York, Pennsylvania e Rhode Island.

## Missão
A Civil Air Patrol (CAP) tem três missões: fornecer serviços de emergência; oferecer programas de cadetes para jovens; e fornecer educação aeroespacial para membros da CAP e para o público em geral.

## Serviços de emergência
A CAP fornece ativamente serviços de emergência, incluindo operações de busca e salvamento e gestão de emergência, bem como auxilia na prestação de ajuda humanitária.

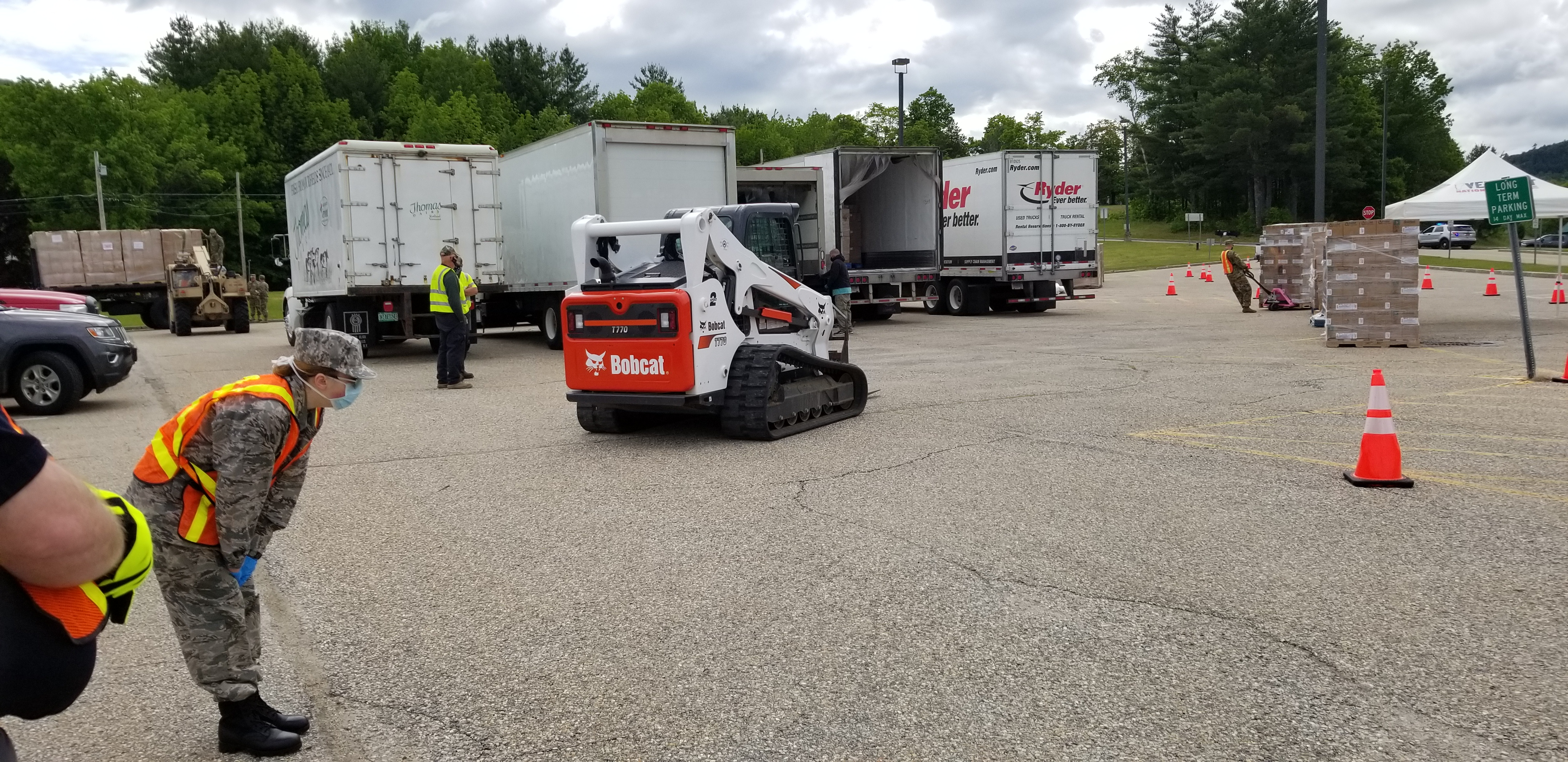
Membro da Vermont Wing (primeiro plano) auxilia outras agências em um ponto de distribuição de alimentos
durante a pandemia de COVID-19.

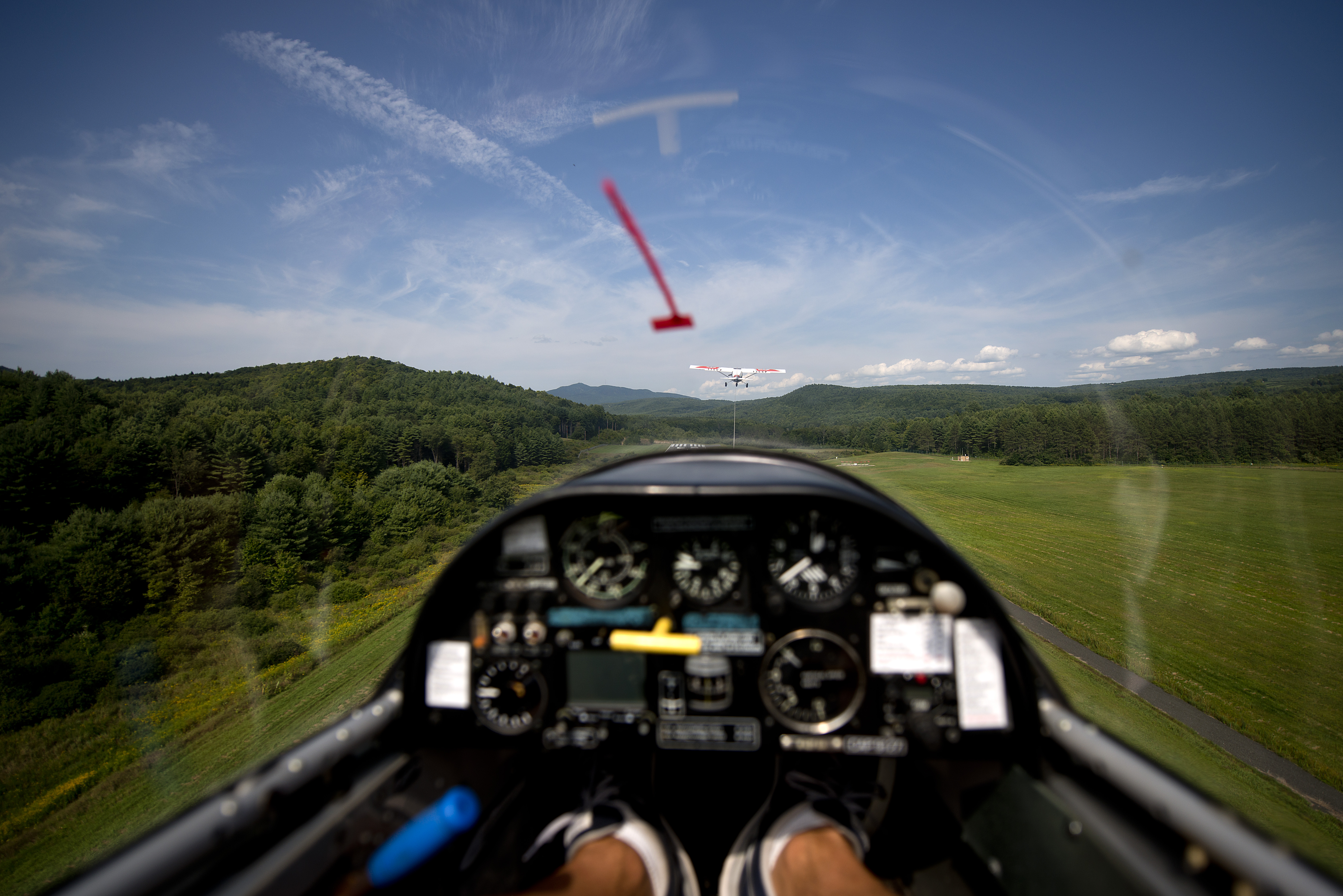
Um Maule MT-7 da Vermont Wing reboca um planador
L-23 Super Blanik para uma área sobre Springfield, Vermont.

A CAP também fornece apoio à Força Aérea por meio da realização de transporte leve, suporte de comunicações e levantamentos de rotas de baixa altitude. A Civil Air Patrol também pode oferecer apoio a missões de combate às drogas.

## Programas de cadetes
A CAP oferece programas de cadetes para jovens de 12 a 21 anos, que incluem educação aeroespacial, treinamento de liderança, preparo físico e liderança moral para cadetes.

## Educação Aeroespacial
A CAP oferece educação aeroespacial para membros do CAP e para o público em geral. Cumprir o componente de educação da missão geral da CAP inclui treinar seus membros, oferecer workshops para jovens em todo o país por meio de escolas e fornecer educação por meio de eventos públicos de aviação.

## Organização
| Designação | Nome do Esquadrão                   | Localização      |
| ---------- | ----------------------------------- | ---------------- |
| VT 002     | Burlington Senior Squadron          | South Burlington |
| VT 006     | Green Mountain Composite Squadron   | Burlington       |
| VT 007     | Catamount Composite Squadron        | Springfield      |
| VT 009     | Rutland Composite Squadron          | Clarendon        |
| VT 033     | Capital Composite Squadron          | Barre            |
| VT 034     | Southern Vermont Composite Squadron | Bennington       |